# Eksnabbvinge
Eksnabbvinge, Favonius quercus, är en blåskimrande fjärilsart i familjen juvelvingar som förekommer i stora delar av Europa. Den påträffas framför allt i ekskogar men kan vara svår att få syn på eftersom den lever uppe i trädkronorna.

## Utseende
Eksnabbvingen har ett vingspann på mellan 27 och 34 millimeter. Hanen är på ovansidan mörkbrun med ett blåviolett skimmer över nästan hela vingarna. Ytterkanterna är dock brunsvarta. Honan är också mörkbrun på ovansidan och skimrande blåviolett i ett fält som breder ut sig vid kroppen och längs bakkanten på framvingarna. Både hanen och honan har ett kort svansutskott på bakvingens ytterkant. På undersidan är båda könen lika. Vingarna är ljust grå med ett vitt och mörkbrunt smalt tvärgående band. Vid bakvingens bakhörn finns några små orange fläckar.
Larven är ljusbrun med några smala vita längsgående linjer och en mörkare brun linje på ryggen. På sidorna finns diagonala diffusa linjer i både mörkare och ljusare färg. Larven är ganska tjock och blir upp till 25 millimeter lång.
Puppan är brun och liknar en ekknopp.

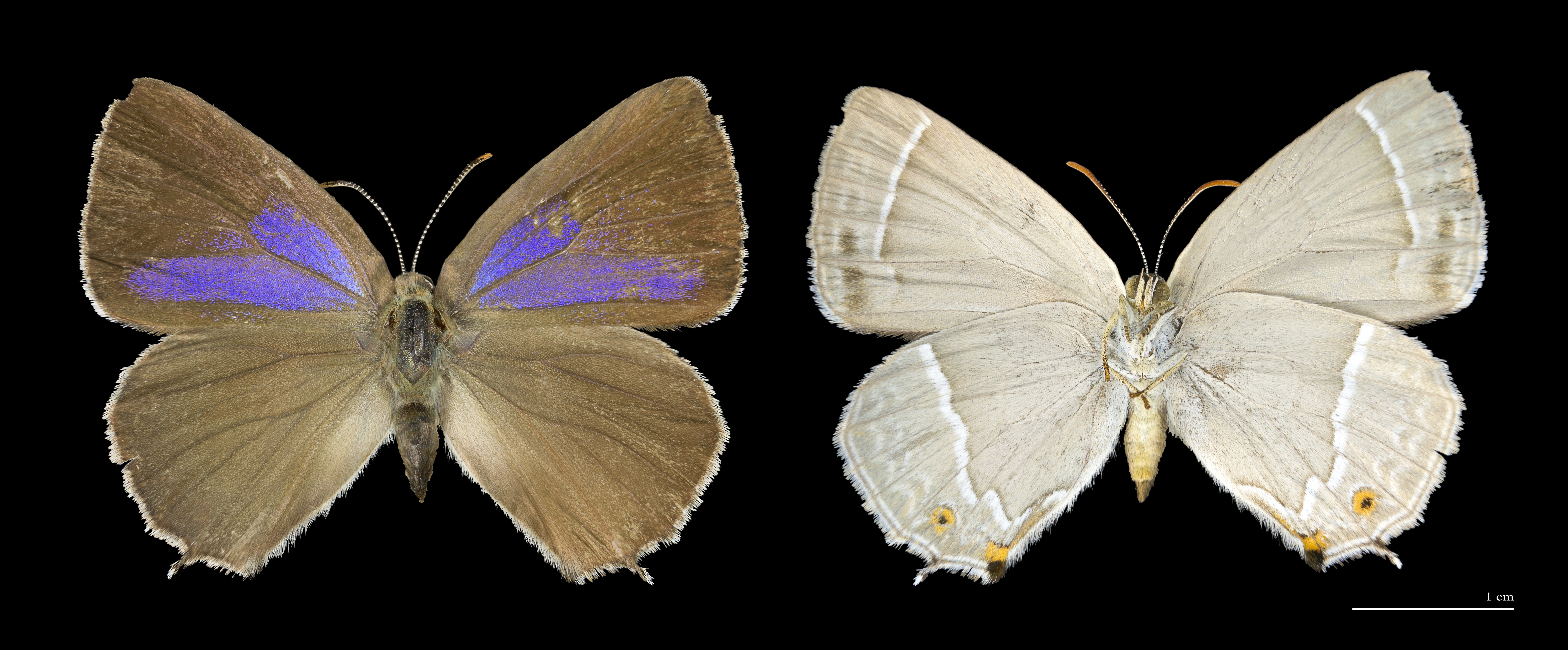
Honan.
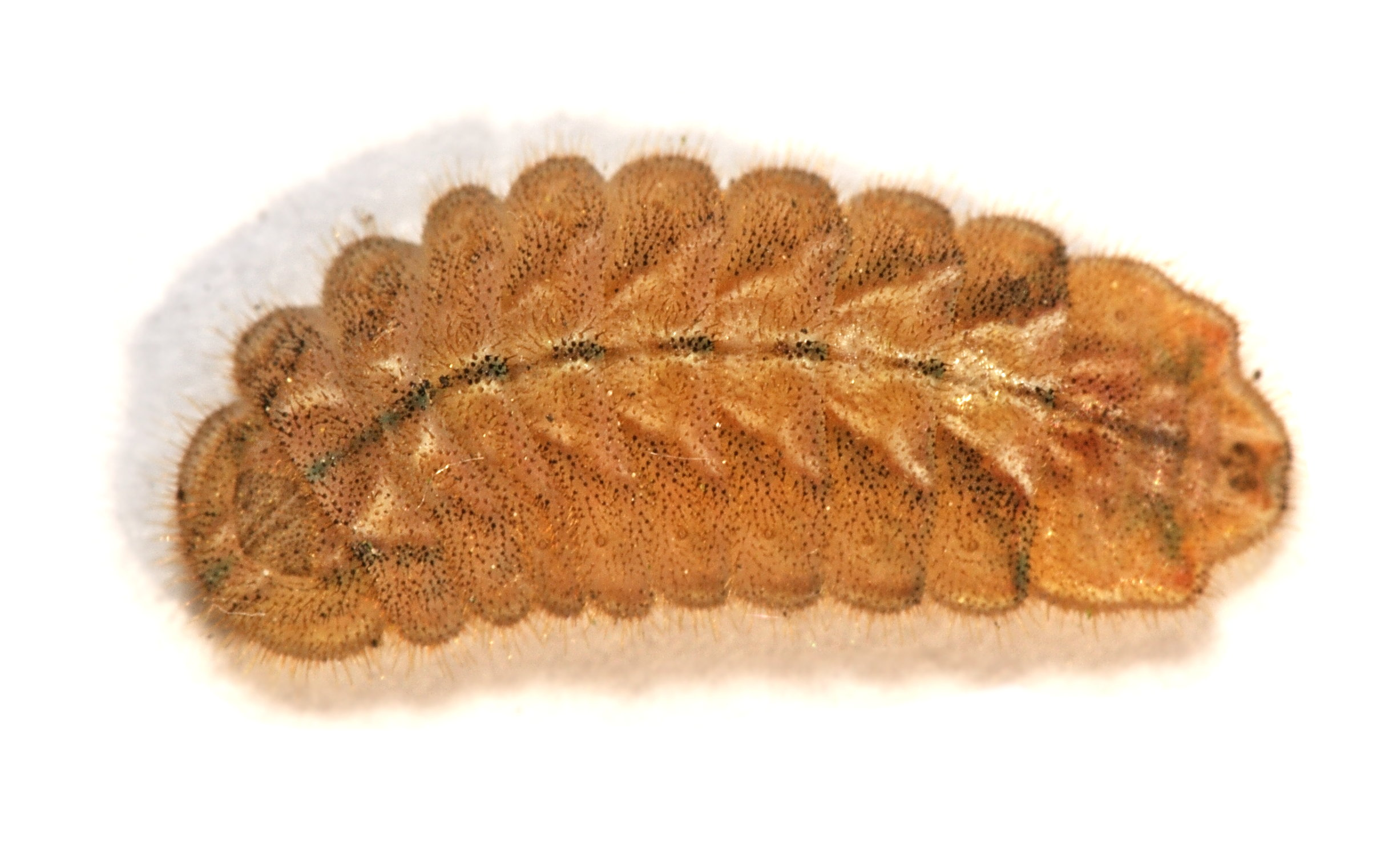
Larven.

## Levnadssätt
Denna fjäril, liksom alla andra fjärilar, genomgår under sitt liv fyra olika stadier; ägg, larv, puppa och fullvuxen (imago). En sådan förvandling kallas för fullständig metamorfos.
Flygtiden, den period när fjärilen är fullvuxen, infaller i juli och augusti. Under flygtiden parar sig fjärilarna och honan lägger de gråvita äggen ett och ett på värdväxtens blad. Larven övervintrar fullbildad i ägget och kläcks på våren. Värdväxter, alltså de växter larven lever på och äter av, är olika arter i eksläktet, bland annat skogsek, bergek och turkisk ek. Efter mellan 5 och 10 veckor har larven ätit sig stor och då förpuppas den nere i jordytan. Puppstadiet varar i ungefär tre veckor och då kläcks den fullbildade fjärilen ur puppan och en ny flygtid börjar.

### Habitat
Eksnabbvingens habitat, den miljö den lever i, är framför allt ekskogar. Den kan vara svår att få syn på eftersom den mestadels håller till i trädkronorna där den äter bland annat honungsdagg.

## Utbredning
Utbredningsområdet sträcker sig från norra Afrika och Europa genom Mindre Asien till Kaukasus,  Azerbajdzjan och Iran. I Norden förekommer den i Danmark, sydligaste Norge, i Sverige upp till södra Dalarna och södra Gästrikland och i sydligaste Finland.

## Systematik
Olika källor anger olika släkten för eksnabbvingen. Både Naturhistoriska riksmuseet och Fauna Europaea anger namnet Neozephyrus quercus medan Nationalnyckeln anger namnet Favonius quercus. Ytterligare ett namn förekommer, Quercusia quercus.